# 北卡罗来纳州立农业技术大学
北卡罗来纳农工州立大学（North Carolina Agricultural and Technical State University，亦稱North Carolina A&T State University、North Carolina A&T、N.C. A&T或A&T），是一所位於美國北卡罗來納州格林斯伯勒的公立研究型大學、HBCU，此外在州內還有三個分校區。該大學創建於1891年，為北卡罗來納大學的組成機構，也是美國最古老的公立大學之一。 此外它還是美國學生人數最多的傳統黑人大學，在全美公立傳統黑人大學中排名第一。